# Strangospora moriformis
Strangospora moriformis är en lavart som först beskrevs av Erik Acharius, och fick sitt nu gällande namn av Stein. Strangospora moriformis ingår i släktet Strangospora, ordningen Lecanorales, klassen Lecanoromycetes, divisionen sporsäcksvampar och riket svampar.  Arten är reproducerande i Sverige. Inga underarter finns listade i Catalogue of Life.